# Сілезько-Лужицька низовина

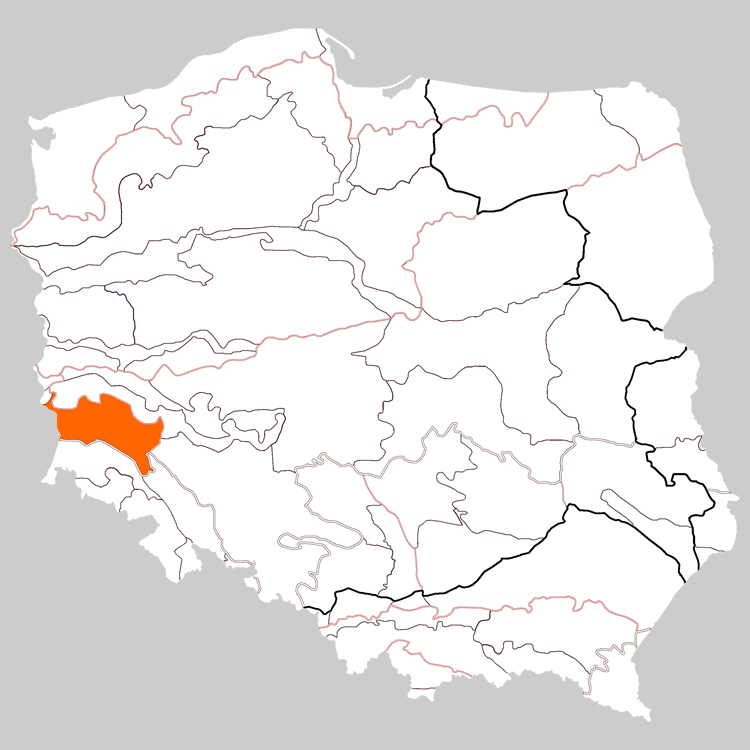
Макрорегіон на фізико-географічній карті Польщі

Сіле́зько-Лу́жицька низовина́ (пол. Nizina Śląsko-Łużycka) (317.7) — макрорегіон, розлога рівнина на південному заході Польщі та південно-східній Німеччині.

## Розташування
Це крайній південно-східний фрагмент (макрорегіон) підпровінції Саксонсько-Лужицьких низовин. З півночі межує з Лужицькою височиною (із Мускауським хребтом), з півночі та північного сходу з Тшебницьким хребтом, зі сходу з Сілезькою низовиною, з півдня з Судетами (Західно-Судетське передгір'я). Найбільші річки макрорегіону: Качава, Шпротава, Бубр, Квіса, Черна Велька, Ниса-Лужицька. Основні міста (в Польщі): Легниця, Любін, Болеславець, Зґожелець, Жагань і Явор.

## Поділ
У Польщі виділяють такі мезорегіони: 
- Нижньосілезькі бори (Bory Dolnośląskie)
- Шпротавська рівнина (Równina Szprotawska)
- Любінська височина (Wysoczyzna Lubińska)
- Легницька рівнина (Równina Legnicka)
- Хойновська рівнина (Równina Chojnowska)